# Theodor Kleine
Theodor Kleine (Lünen, 1924. szeptember 4. – Lünen, 2014. február 12.) olimpiai ezüstérmes német kajakozó.

## Pályafutása
Az 1956-os melbourne-i olimpián kajak kettes 10000 méteren Fritz Briellel ezüstérmet szerzett Urányi János és Fábián László mögött. Az 1958-as prágai világbajnokságon két aranyérmet nyert.

## Sikerei, díjai
- Olimpiai játékok – K-2 10000 m
  - ezüstérmes: 1956, Melbourne
- Világbajnokság
  - aranyérmes (2): 1958 (K-4 1000 m és K-4 10000 m)